# 변태 (동물)

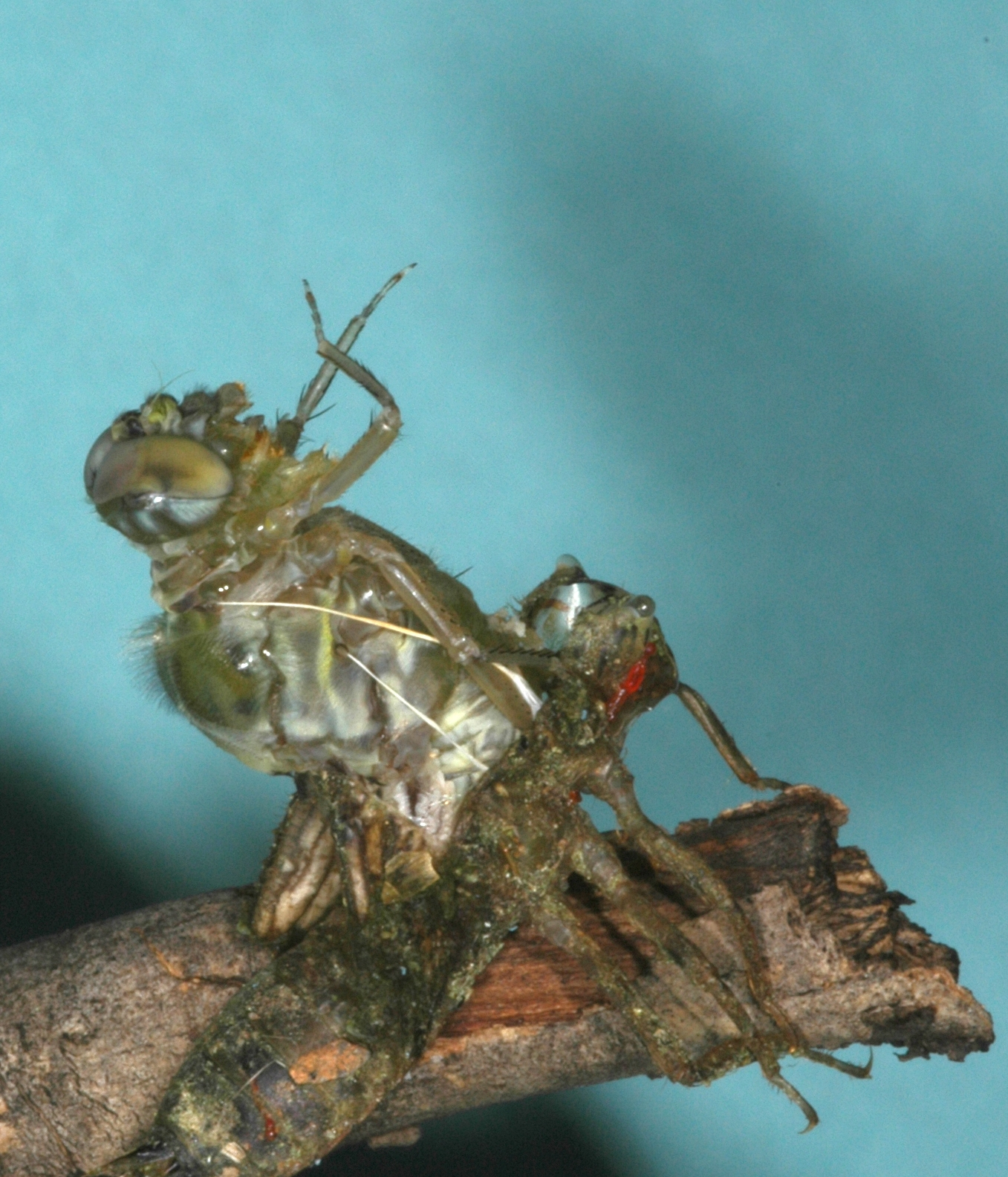
잠자리가 마지막 허물을 벗으며 탈피하여, 애벌레에서 어른벌레로 변태하고 있다.

변태(變態, 문화어: 모습갈이, 영어: metamorphosis) 혹은 탈바꿈은 출생 변형이나 부화를 포함하여 동물이 물리적으로 발달하는 생물학적 과정으로, 세포 성장과 분화를 통해 동물의 신체 구조에 눈에 띄고 상대적으로 급격한 변화가 일어난다. 허물을 벗는 경우 탈피(脫皮)라고 하며 갑각류 같은 절지동물이 하는 성장 행동 중 하나이다. 일부 곤충, 해파리, 어류, 양서류, 연체동물, 갑각류, 자포동물, 극피동물 및 덩굴동물은 변태를 겪으며, 이는 종종 영양원이나 행동의 변화를 동반한다. 동물은 완전 변태, 불완전 변태 또는 무변태를 겪는 종으로 나눌 수 있다.
일반적으로 유충 단계의 유기체는 변태를 거치며, 변태 동안 유기체는 유충의 특성을 잃는다.

## 원인
변태 후 몸의 모습이 바뀌게 되면, 변태 전후로 서로 다른 생태적 지위를 차지할 수 있다.
한편, 대부분의 절지동물은 겉껍질(외피)은 자라지 않는다. 그렇기 때문에 속살이 어느 정도 자라면 외피를 벗는 행동이 바로 탈피이다.

## 같이 보기
- 과변태
- 형태 발생
- 부화